# 華蕾
丹尼尔·华蕾（義大利語：Daniele Varè，1880年1月12日—1956年2月27日），是意大利外交官。曾出任驻清朝、驻中华民国参赞、代办、公使。1928年11月27日与王正廷签订《中义友好通商条约》。

## 著作
- 《一位驻华外交官笔下的慈禧》（The Last of the Empresses and the Passing from the Old China to the New），2014年，中国文史出版社